# (61) Danaë
(61) Danaë ist ein Asteroid des äußeren Hauptgürtels, der am 9. September 1860 vom deutsch-französischen Astronomen Hermann Mayer Salomon Goldschmidt in Paris entdeckt wurde.
Der Asteroid wurde benannt nach Danaë, der Tochter von Akrisios, König von Argos, und Eurydike. Danaë wurde von ihrem Vater in einen ehernen Turm gesperrt, in den Zeus in Form von Regen eindrang, worauf sie durch ihn zur Mutter von Perseus wurde. Die Benennung erfolgte durch Karl Theodor Robert Luther auf Wunsch des Entdeckers, der wegen einer Krankheit auf dieses Recht verzichtete.

## Wissenschaftliche Auswertung
Mit Daten radiometrischer Beobachtungen im Infraroten mit der Infrared Telescope Facility (IRTF) am Mauna-Kea-Observatorium auf Hawaiʻi vom Dezember 1980 wurden für (61) Danaë erstmals Werte für den Durchmesser und die Albedo von 78 km und 0,20 bestimmt. Aus Ergebnissen der IRAS Minor Planet Survey (IMPS) wurden 1992 Angaben zu Durchmesser und Albedo für zahlreiche Asteroiden abgeleitet, darunter auch (61) Danaë, für die damals Werte von 82,0 km bzw. 0,22 erhalten wurden. Mit dem Satelliten Midcourse Space Experiment (MSX) wurden 1996 bis 1997 im Rahmen der Infrared Minor Planet Survey (MIMPS) Daten erhalten, aus denen Werte von 76,2 km bzw. 0,26 bestimmt wurden. Eine Auswertung von Beobachtungen durch das Projekt NEOWISE im nahen Infrarot führte 2011 zu vorläufigen Werten für den Durchmesser und die Albedo im sichtbaren Bereich von 85,1 km bzw. 0,21. Nachdem die Werte nach neuen Messungen mit NEOWISE 2012 auf 91,0 km bzw. 0,18 korrigiert worden waren, wurden sie 2014 auf 85,9 km bzw. 0,20 geändert.
Photometrische Beobachtungen des Asteroiden erfolgten erstmals am 27. und 28. Dezember 1959 am McDonald-Observatorium in Texas. Aus der aufgezeichneten Lichtkurve wurde eine Rotationsperiode von 11,45 h abgeleitet. Mit archivierten Daten des Asteroid Terrestrial-impact Last Alert System (ATLAS) aus dem Zeitraum 2015 bis 2018 wurde dann in einer Untersuchung von 2020 mit der Methode der konvexen Inversion für ein dreiachsig-ellipsoidisches Gestaltmodell des Asteroiden eine retrograde Rotation mit einer Periode von 11,5499 h bestimmt.
Mit dem Weltraumteleskop Transiting Exoplanet Survey Satellite (TESS) konnten während dessen Durchmusterung des Südhimmels 2018 bis 2019 auch Objekte des Sonnensystems beobachtet werden. Dabei wurden auch die Lichtkurven von fast 10.000 Asteroiden aufgezeichnet. Für (61) Danaë wurde aus Messungen etwa vom 26. Mai bis 18. Juni 2019 eine Rotationsperiode von 11,5483 h abgeleitet. Aus den archivierten Daten von ATLAS konnte in einer Untersuchung von 2022 mit der Methode der konvexen Inversion wieder eine Rotationsperiode von 11,5499 h berechnet werden.
Abschätzungen von Masse und Dichte für den Asteroiden (61) Danaë aufgrund von gravitativen Beeinflussungen auf Testkörper ergaben in einer Untersuchung von 2012 eine Masse von etwa 2,89·1018 kg, was mit einem angenommenen Durchmesser von etwa 83 km zu einer Dichte von 9,81 g/cm³ führte bei keiner Porosität. Diese Werte besitzen allerdings eine hohe Unsicherheit im Bereich von ±96 %.